# تيد آدامز
تيد آدامز (بالإنجليزية: Ted Adams)‏ (30 نوفمبر 1906 في المملكة المتحدة - 30 نوفمبر 1991 في المملكة المتحدة) هو لاعب كرة قدم بريطاني (وحمل سابقاً جنسية المملكة المتحدة لبريطانيا العظمى وأيرلندا) في مركز حراسة المرمى. لعب مع نادي بيرنلي ونادي ريكسهام ونادي ساوثبورت ونادي كوناهس كواي ونادي ليفربول ونادي بارسكو ونادي بارو وManchester Central F.C. ‏.